# Пам'ятник героям бронепоїзда №56

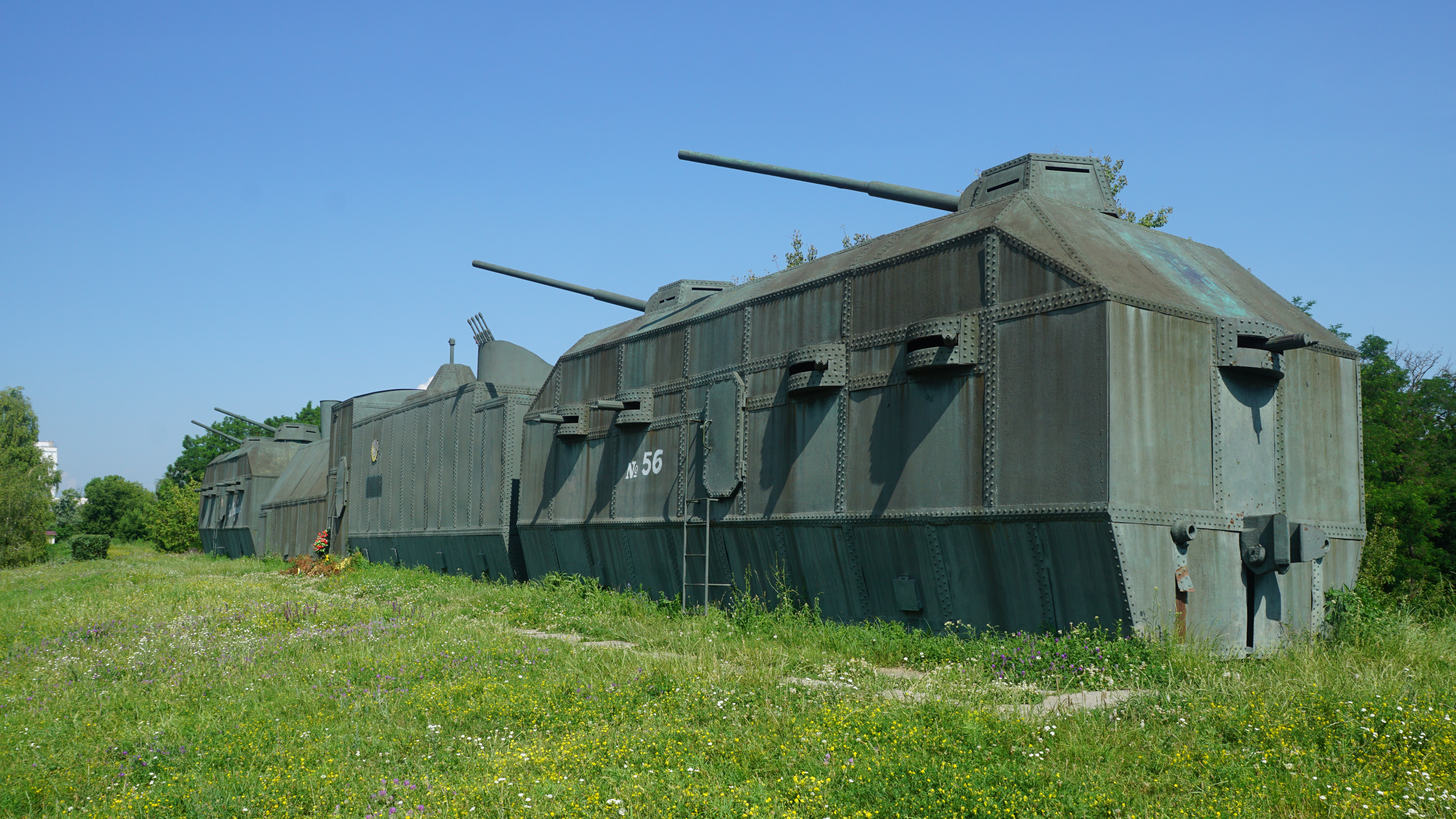
Макет бронепотягу № 56

Пам'ятник героям бронепоїзда № 56 у Каневі — пам'ятник подвигу екіпажа бронепотягу № 56 у вигляді макета бронепотягу в натуральну величину встановлений в 1980 році з нагоди 35-річчя Перемоги. З 2012 року — частина експозиції Музею військової техніки просто неба.

## Бронепотяг №56
Бронепотяг № 56 військ НКВС був створений на базі Черкаського навчального бронедивізіону 23 червня 1941 і до 14 серпня 1941 року брав участь у бойових діях на дільницях Київ — Тетерів, Київ — Фастів, Біла Церква — Миронівка — Канів, коли був підірваний і покинутий екіпажем на правому березі Дніпра після пошкодження бронепотягу та залізничного моста через Дніпро в Каневі.

## Історія
Ідея створення пам'ятника виникла після того, як 1960 року на Кіностудії ім. Довженка зняли фільм «Фортеця на колесах», присвячений бронепотягу № 56.
Макет бронепотягу створили на канівському заводі «Магніт» за кресленнями Кіностудії ім. Довженка. Списаний Паровоз серії Ов знайшли на базі металобрухту, з подарованого Одеською залізницею старого вагону створили вагон-музей. В 1980 році з нагоди 35-річчя Перемоги музей відкрили.
Пізніше вагон-музей був знищений внаслідок пожежі.
З 2012 року макет бронепотягу становить частину експозиції Музею військової техніки просто неба.